# RQ-3 ダークスター
RQ-3 ダークスター
- 用途：無人航空機 (UAV)
- 分類：偵察機
- 製造者：ロッキード・マーティン社、ボーイング社
- 初飛行：1996年3月29日

RQ-3 ダークスター（DarkStar）は、ロッキード・マーティン社とボーイング社が開発していた無人航空機（UAV）である。ダークスターは1996年3月29日に初飛行したが、空力的に安定しないことや費用対効果が悪かったためアメリカ国防総省は1999年1月に計画を中止してしまった。
開発中はアメリカ空軍の無人航空機の分類でも最も高性能なティアIII（現在でもダークスター以外に該当する機体は無い）であった。当時、墜落事件で低性能に光が当てられ不採用になったダークスターにはダークスポット（Dark Spot, 英語で暗部の意）というあだ名が嘲笑的に付けられていたと言われている。

## 概要
ダークスターは高高度滞空無人機（high-altitude endurance UAV）としてデザインされ、同時に敵に探知されにくくするためステルス技術も使われていた。ダークスターは完全な自律システムを有していたため離陸、目標までの飛行、センサーの操作、情報の伝達、帰還飛行、着陸すべてを人間の遠隔操作無しに行うことができたが、人間が無線や衛星中継で機体の操作をする機能は残されていた。さらに、光学センサーとレーダーのどちらかを搭載して、それによって得たデジタル情報を衛星中継で地上に送信することが可能であった。
RQ-3 ダークスターの最初の試作機は1996年3月29日に初飛行に成功したが、同年4月29日に行われた2回目の飛行で離陸直後に墜落してしまった。その後デザインを変更して安定性を高めたRQ-3Aが製作され1998年6月29日に初飛行し、計5回の飛行に成功した。RQ-3Aはさらに2機が製造されたが、計画がキャンセルされたためこの機体が飛行することは無かった。製造された3機のRQ-3A (A/V #3)は現在、ワシントン州シアトルの飛行博物館で翼を休めている。

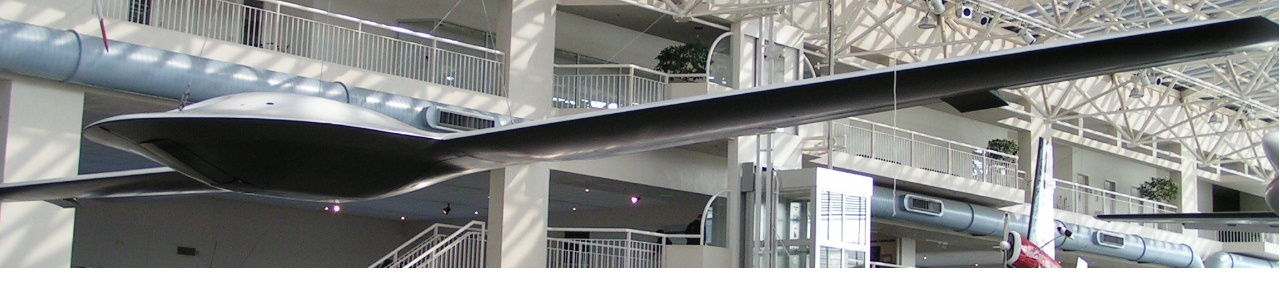
ワシントン州シアトルの飛行博物館に展示されるRQ-3A ダークスター

1999年1月28日に開発計画が終了したダークスターだが、Aviation Week & Space Technology誌の2003年4月の記事にダークスターがブラックプロジェクト（機密の開発計画）として開発が継続されているという情報が記載された。記事によると機体の規模や能力が強化されたダークスターが開発され、2003年のイラク戦争で実戦投入されたとのことだが、記事の裏づけは無く事実であるかは不明である。
関連性は不明だが"不朽の自由作戦"には同じく全翼機型の無人偵察機RQ-170 センチネルが極秘で開発、投入もされている。

## スペック
- 任務: 偵察

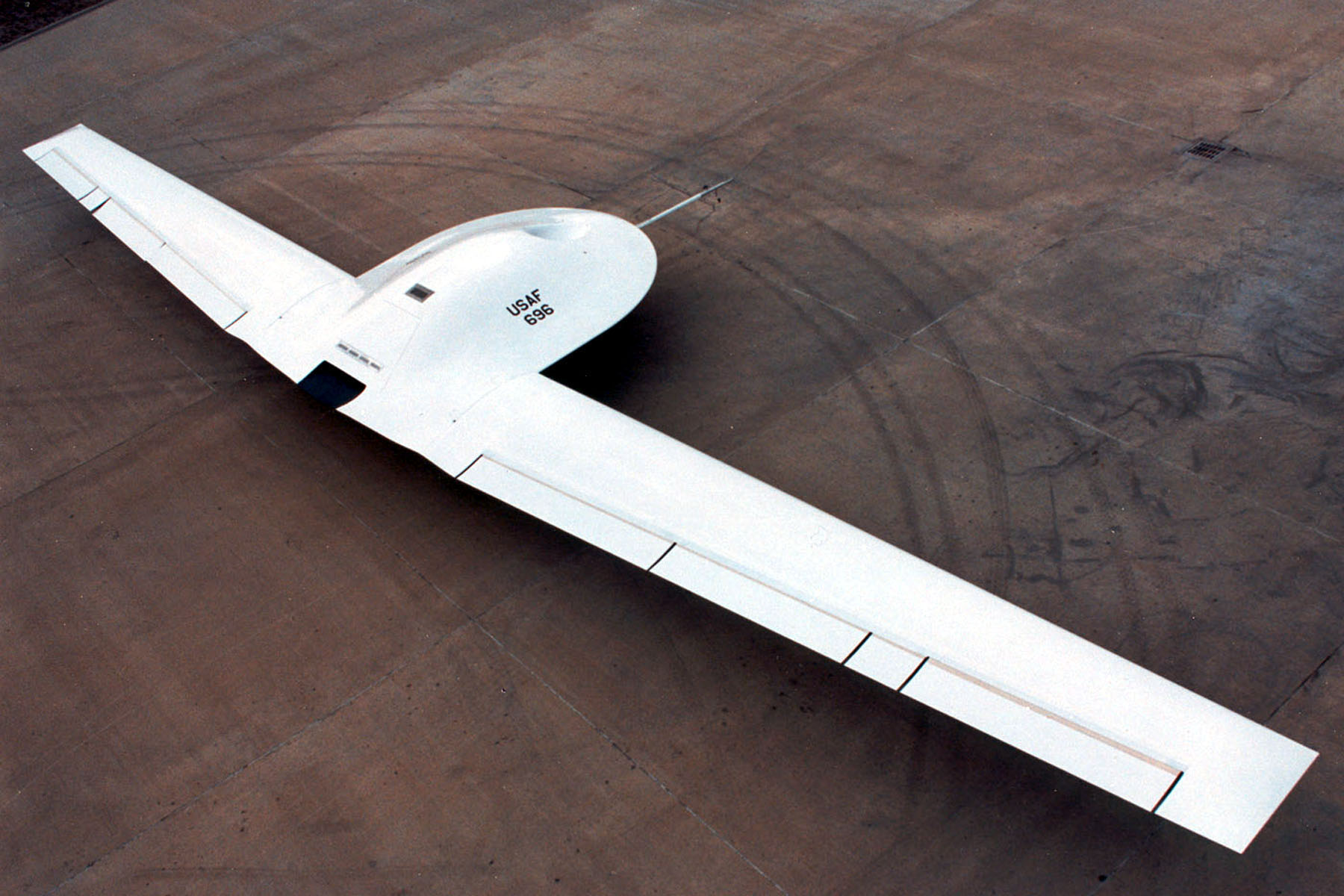
上から見たダークスター

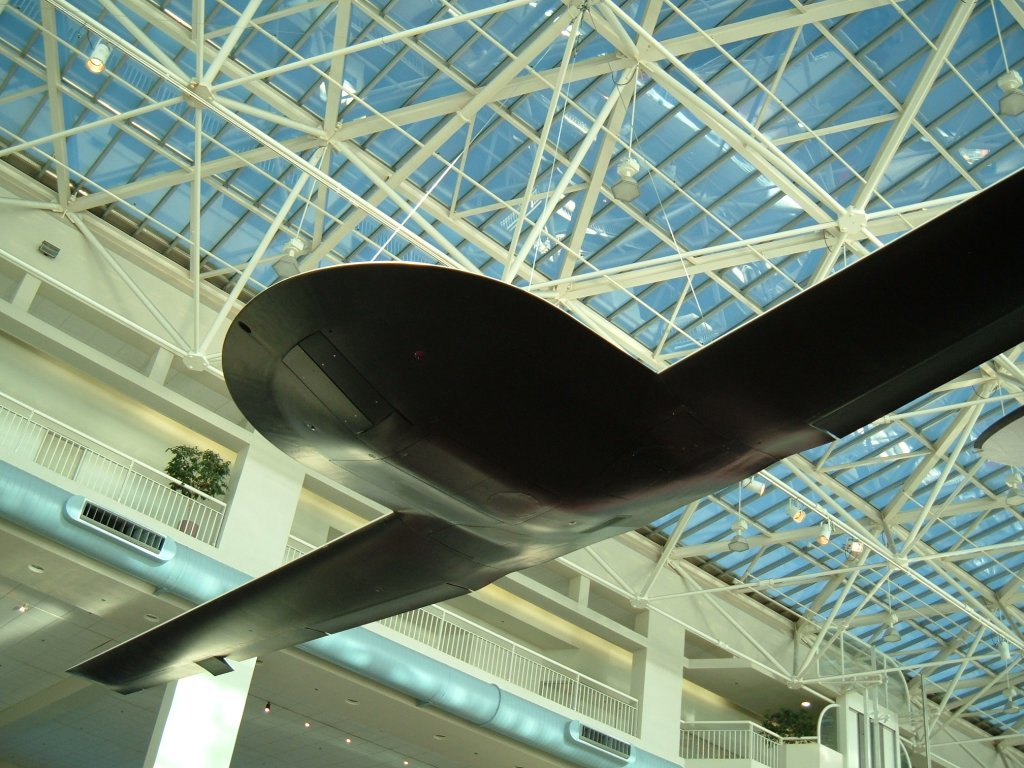
飛行博物館のダークスター

- 製作: ロッキード・マーティン、スカンクワークス、ボーイング
- エンジン: Williams-Rolls FJ44-1A×1 1,900 lbf (8.5 kN)
- 空虚重量: 4,360 lb (1,980 kg)
- 最大重量: 8,500 lb (3,860 kg)
- 全長: 15 ft (4.6 m)
- 全高: 3 ft 6 in (1.1 m)
- 翼幅: 69 ft (21.3 m)
- 巡航速度: 288 mph (464 km/h)
- 航続距離: 575 mi (925 km)
- 実用上昇限度: 45,000 ft (13,500 m)